# Christian Graf (Rundfunkjournalist)
Christian Graf (* 1953 in West-Berlin) ist ein deutscher Rundfunkjournalist. Graf war langjähriger Redakteur und Moderator beim RIAS und beim Deutschlandradio. Er ist Autor zahlreicher Veröffentlichungen zum Thema Rockmusik. 

## Leben
Graf arbeitete zunächst als Discjockey. Im April 1974 erhielt er einen Ausbildungsvertrag als Hörfunkjournalist beim Westberliner Radiosender RIAS und wurde dort als Praktikant sowie Volontär übernommen. Von 1979 bis 1987 arbeitete er als Redakteur und Moderator beim RIAS für viele Sendeformate unter anderem Studio 89, Rock Over RIAS, Popcorn, die Discothek und den RIAS Treffpunkt sowie für Sendungen des Norddeutschen Rundfunks, des Bayerischen Rundfunks und dem Südwestfunk.
1986 wechselte Graf als Chefredakteur zu Radio 107, das spätere Alsterradio, nach Hamburg und arbeitete von 1990 bis 1992 als solcher bei Radio 90,1 Mönchengladbach. Im Anschluss war er selbständiger Journalist und wurde freier Mitarbeiter beim Deutschlandradio, wo er ab 2005 zusammen mit seinem ehemaligen RIAS-Kollegen Uwe Wohlmacher abwechselnd die Sendereihe In Concert und später, bis 2018, die Sendungen TonArt moderierte. Er gestaltete insgesamt über 3.000 Live-Sendungen.
Graf ist Autor zahlreicher Veröffentlichungen zum Thema Rockmusik. Bereits während seiner Zeit beim RIAS schrieb er regelmäßig für den Berliner Tagesspiegel und den Musikexpress. 1986 veröffentlichte er sein zweibändiges Rockmusik Lexikon. Europa und drei Jahre später das ebenfalls zweibändige Rockmusik Lexikon. Amerika, Australien, Karibik und Afrika. Beide Werke erschienen zunächst bei Taurus Press und später im S. Fischer Verlag. Sie erlebten in der Folge zahlreiche erweiterte und überarbeitete Nachauflagen, wobei er seinen ehemaligen RIAS-Kollegen Burghard Rausch als Mitautor gewinnen konnte. Weitere Werke von ihm sind das im Jahre 2000 erstmals erschienene Punk-Lexikon, das Lexikon der Singer & Songwriter von 2001, das Nu Metal & Crossover Lexikon von 2002 und Das NDW-Lexikon, das 2003 veröffentlicht wurde.
Christian Graf besitzt eines der größten privaten Poparchive in Deutschland und ist Inhaber einer Fußballtrainerlizenz.

## Veröffentlichungen (Auswahl)
- Punk-Lexikon. God save Rock'n Roll. 30 Jahre Punk und die Folgen. Lexikon-Imprint-Verlag, Berlin 2000, ISBN 978-3-89602-210-3.
- Lexikon der Singer & Songwriter. Vom Protestsong zum Neo-Folk. Lexikon-Imprint-Verlag, Berlin 2001, ISBN 978-3-89602-239-4.
- Nu Metal & Crossover Lexikon. Lexikon-Imprint-Verlag, Berlin 2002, ISBN 978-3-89602-515-9.
- Rocklexikon Deutschland. Die deutsche Musik-Szene in mehr als 700 Stichworten. Lexikon-Imprint-Verlag, Berlin 2002, ISBN 978-3-89602-273-8.
- Punk! Das Lexikon. Schwarzkopf und Schwarzkopf, Berlin 2003, ISBN 978-3-89602-521-0.
- Das NDW-Lexikon. Die Neue Deutsche Welle. Bands und Solisten von A bis Z. Schwarzkopf und Schwarzkopf, Berlin 2003, ISBN 978-3-89602-529-6.
- Rockmusik-Lexikon. Nachauflagen mit Burghard Rausch.
  - Teil: Amerika, Afrika, Asien, Australien.
    - Band 1:  Lee Aaron - It's a Beautiful Day. Fischer, Frankfurt 2003, ISBN 978-3-596-15869-0.
    - Band 2: Janet Jackson - ZZ Top. Fischer, Frankfurt 2003, ISBN 978-3-596-15870-6.

  - Teil: Europa.
    - Band 1: ABC - Kursaal Flyers. Fischer, Frankfurt 2005, ISBN 978-3-596-16428-8.
    - Band 2: Lake - Zombies. Fischer, Frankfurt 2005, ISBN 978-3-596-16429-5.